# 沉醉節拍
沉醉節拍，是日本現役純種競賽馬匹。目前主要勝利場有2023年目黑紀念。

## 競賽生涯
2017年3月24日出生於北海道千歲市社台牧場，成長途中於一口馬主俱樂部Shadai Racing Co. Ltd.進行馬主募集。
其後交由栗東訓練中心練馬師松田國英訓練。

### 2歲
2019年12月15日出戰阪神競馬場2歲新馬戰，維持於第二的位置下在直路被前方的睿智寶石拉開，最終以第二落敗。

### 3歲
2020年年初出戰3歲未勝利戰，於三場賽事分別取得第四、第五及第二後，在5月第四度出戰3歲未勝利戰，於中團靠前位置逐步推進下成功衝出，以3/4馬位優勢取得首勝。
其後於年間主要出戰班賽，除勝出甲武特別和鳴瀧特別外，亦於兵庫特別和獵戶錦標取得亞軍，以及在小牧特別取得季軍。

### 4歲
2021年年初以三捷馬戰美濃錦標作為首戰，比賽途中維持於先頭部隊，進入直路後以優秀反應推進，最終成功壓制對手取得勝利。
2月下旬，由於練馬師松田國英到達退休年齡，其被轉往同屬栗東訓練中心的友道康夫馬房。
4月11日出戰公開賽大阪漢堡盃，比賽初段以穩定的節奏保持於約莫第七的位置，雖然於直路跑出一段不俗的走勢，但仍然被後方衝出的妙小姐超越取得第二。
其後挑戰二級賽目黑紀念，比賽途中選擇於前方位置穩步推進，在最後彎道繼續於中內欄取位。進入直路後，其以不俗的姿態展開加速迫近前方，雖然能夠以全長最快末腳速度超越最前方力弱的Top Winner，但始終無法迫近滿謝意下被對手彈離，以2馬位差距落敗得第二。
進入秋季後以京都大賞典作為目標，然而初段維持於中團下雖然在第三彎道處稍微上前，但在直路上力弱下失速，最終以第七落敗。
12月以挑戰盃作為目標，比賽初段以穩定姿態維持於中團位置，於直路上嘗試展步加速並超越絕大部分對手，但未能對So Valiant造成威脅下被對手拋離。

### 5歲
2022年首戰為中山金盃，本次比賽其稍為放後位置，在約莫第八左右追走，並在最後彎道稍為移出準備發力。進入直路後，其開始展開衝刺向前進發，但未能追上赤雅駿下再被疤面雄將壓制，以第三的戰績完賽。
其後增程度挑戰日經賞，比賽初段搶前並保持於外疊位置推進，於對面直路末段稍微發力迫近前方的領銜及越來越愛並開始加速。進入直路後，其繼續於所在位置展開推進，雖然能夠逐步拉開越來越愛，但未能貼近領銜下再被內檔皇庭譜曲追上，最終以第三落敗。
4月進一步增程度出戰春季天皇賞，本次比賽其選擇於中後方位置等待時機，進入直路後隨即以猛烈的攻勢強襲，但最終未能迫近前方下不敵領銜、緣厚情摯及帝王級取得第四。
稍為休養後於7月出戰七夕賞，本次比賽再度保持於中後方位置，雖然於直路上跑出全長最快末腳速度，但未能扭轉局勢下敗於真身2 1/2馬位取得亞軍。
2個月後出戰新潟紀念，本次比賽重拾前置的戰術維持於第四左右的位置，跟隨Kaiser Barows、巧金匠及Feengrotten前進。進入直路後，其於前方位置展開步逐步推進，但未能於新潟競馬場外圈跑道的長直路上維持最佳速度下逐漸失勢，最終以第五完賽。
秋季以阿根廷共和國盃作為目標，以穩定的節奏維持於約莫第六的位置下在最後彎道稍微透出，繼續衝刺下雖然壓過不少先頭賽駒，但未能追上破空極光下再被心動回憶超越，取得第三的戰績。

### 6歲
2023年首戰直接選擇為日經賞，但表現未如上年優秀下在直路一直處於劣勢，最終僅能跑獲第六。
其後未有前往春季天皇賞，而是瞄準目黑紀念。比賽開始後，其選擇於中團內欄位置逐步推進，於第三、四彎道時候未有太大動作。進入直路後，其稍微外閃並展開衝刺，於馬群中央突圍下開始蠶食前方，於最後100米處超越Balaji後繼續緊迫，最終在最後一步將太空穿梭趕過捧走首個分級賽冠軍。
秋季再度以京都大賞典作為起動戰，然而於比賽途中逐步失速，最終以第九大敗。
其後出戰阿根廷共和國盃，比賽途中維持於後方位置等待時機，於最後彎道開始發力下在直路爆發一段走勢，最終僅敗於輕風飛及勇行者下和Chuck Nate一同跑獲平頭季軍。
年末以有馬紀念作為目標，然而於最後彎道經已開始失速，最終以包尾第十六大敗。

### 7歲
2024年首戰為日經賞，然而於直路逐步力弱下未能堅守位置，最終以第七落敗。
其後挑戰目黑紀念，卻因為需要背負59公斤的頂磅以未能發揮實力再度以第七落敗，6月下旬出戰寶塚紀念亦因為在第四彎道逐漸失速而以第十二大敗。
完成寶塚紀念後進入休養，9月7日時陣營宣佈將安排其轉戰跳欄賽，並轉投隸屬美浦訓練中心的青木孝文馬房，同時亦進行閹割手術。

### 8歲
2025年1月休養大半年後出戰障礙4歲以上未勝利戰，比賽初段處於中團位置，但在中後段跳過幾個障礙後逐漸上前，在最後彎道更進佔領先的位置。進入直路後，其繼續採取攻勢逐步加速，最終成功壓贏內欄的Miracle Zinnia取得勝利。
其後出戰公開賽三木馬匹公園跳欄錦標，比賽途中一直維持於前段的位置，在跳欄的時候亦未有明顯後退的表現，可惜在通過第十個障礙物的時候稍為被對手影響，導致騎師石神深一失去平衡落馬而被判比賽中止。
3月24日再度挑戰障礙4歲以上公開賽，初段選擇於前段位置推進，但通過數個欄杆後放緩節奏保持在中團之中。進入賽事後段，其逐步重內欄位置展開加速上前，順利跳過末段的欄杆後由中檔位置透出，最終展現不俗的加速力率先衝線取勝。

### 詳細賽績
| 日期       | 舉辦國家 | 馬場 | 距離   | 級別 | 賽事名稱             | 負重 | 騎師       | 馬號 | 出馬 | 名次     | 時間     | 頭馬（二馬）       |
| ---------- | -------- | ---- | ------ | ---- | -------------------- | ---- | ---------- | ---- | ---- | -------- | -------- | ------------------ |
| 15/12/2019 | 日本     | 阪神 | 草2000 |      | 2歲新馬              | 55   | 李慕華     | 9    | 7    | 2        | 2:03.3   | 睿智寶石           |
| 11/1/2020  | 日本     | 京都 | 草2200 |      | 3歲未勝利            | 56   | 福永祐一   | 16   | 14   | 5        | 2:18.5   | 勝出揚帆           |
| 9/2/2020   | 日本     | 京都 | 草2200 |      | 3歲未勝利            | 56   | 薛達琪     | 12   | 7    | 6        | 2:16.8   | Hanabi Mankai      |
| 5/4/2020   | 日本     | 阪神 | 草2400 |      | 3歲未勝利            | 56   | 福永祐一   | 18   | 11   | 2        | 2:28.6   | 野田良駿           |
| 2/5/2020   | 日本     | 京都 | 草2400 |      | 3歲未勝利            | 56   | 川田將雅   | 12   | 5    | 1        | 2:27.0   | （Kleis）          |
| 13/6/2020  | 日本     | 阪神 | 草2400 |      | 甲武特別             | 53   | 川田將雅   | 10   | 4    | 1        | 2:27.7   | （爆擊）           |
| 5/7/2020   | 日本     | 阪神 | 草2400 |      | 兵庫特別             | 54   | 川田將雅   | 12   | 10   | 2        | 2:27.5   | 一聲雷             |
| 20/9/2020  | 日本     | 中京 | 草2200 |      | 小牧特別             | 54   | 川田將雅   | 9    | 6    | 3        | 2:12.1   | 大哲學家           |
| 25/10/2020 | 日本     | 京都 | 草2200 |      | 鳴瀧特別             | 54   | 李慕華     | 13   | 7    | 1        | 2:14.4   | （三千世界）       |
| 22/11/2020 | 日本     | 阪神 | 草2400 |      | 西宮錦標             | 54   | 戶崎圭太   | 16   | 4    | 4        | 2:26.2   | Ghost              |
| 13/12/2020 | 日本     | 阪神 | 草2200 |      | 獵戶錦標             | 55   | 李慕華     | 12   | 2    | 2        | 2:14.0   | Dance Delight      |
| 31/1/2021  | 日本     | 中京 | 草2200 |      | 美濃錦標             | 56   | 池添謙一   | 15   | 3    | 1        | 2:12.8   | （Neptunite）      |
| 11/4/2021  | 日本     | 阪神 | 草2600 | OP   | 大阪漢堡盃           | 55   | 李慕華     | 14   | 5    | 2        | 2:35.1   | 妙小姐             |
| 30/5/2021  | 日本     | 東京 | 草2500 | GII  | 目黑紀念             | 55   | 川田將雅   | 16   | 8    | 2        | 2:33.1   | 滿謝意             |
| 10/10/2021 | 日本     | 阪神 | 草2400 | GII  | 京都大賞典           | 56   | 戶崎圭太   | 14   | 14   | 8        | 2:25.1   | 豐收節             |
| 4/12/2021  | 日本     | 阪神 | 草2000 | GIII | 挑戰盃               | 56   | 川田將雅   | 11   | 6    | 2        | 2:01.6   | So Valiant         |
| 5/1/2022   | 日本     | 中山 | 草2000 | GIII | 中山金盃             | 56   | 横山武史   | 17   | 4    | 3        | 2:00.5   | 赤雅駿             |
| 26/3/2022  | 日本     | 中山 | 草2500 | GII  | 日經賞               | 56   | 池添謙一   | 15   | 7    | 3        | 2:35.5   | 領銜               |
| 1/5/2022   | 日本     | 阪神 | 草3200 | GI   | 春季天皇賞           | 58   | 池添謙一   | 18   | 9    | 4        | 3:18.0   | 領銜               |
| 10/7/2022  | 日本     | 福島 | 草2000 | GIII | 七夕賞               | 57   | 池添謙一   | 16   | 6    | 2        | 1:58.2   | 真身               |
| 4/9/2022   | 日本     | 新潟 | 草2000 | GIII | 新潟紀念             | 57   | 池添謙一   | 18   | 5    | 5        | 1:59.5   | 空手道             |
| 6/11/2022  | 日本     | 東京 | 草2500 | GII  | 阿根廷共和國盃       | 57   | 戶崎圭太   | 18   | 16   | 3        | 2:31.3   | 破空極光           |
| 25/3/2023  | 日本     | 中山 | 草2500 | GII  | 日經賞               | 57   | 池添謙一   | 12   | 12   | 6        | 2:38.7   | 領銜               |
| 28/5/2023  | 日本     | 東京 | 草2500 | GII  | 目黑記念             | 58   | 連達文     | 18   | 10   | 1        | 2:30.8   | （太空穿梭）       |
| 9/10/2023  | 日本     | 京都 | 草2400 | GII  | 京都大賞典           | 58   | 川田將雅   | 14   | 10   | 9        | 2:26.3   | 草如茵             |
| 5/11/2023  | 日本     | 東京 | 草2500 | GII  | 阿根廷共和國盃       | 59   | 石川裕紀人 | 18   | 14   | 3        | 2:30.1   | 輕風飛             |
| 24/12/2023 | 日本     | 中山 | 草2500 | GI   | 有馬紀念             | 58   | 坂井瑠星   | 16   | 9    | 16       | 2:32.4   | 勝局在望           |
| 23/3/2024  | 日本     | 中山 | 草2500 | GII  | 日經賞               | 58   | 石川裕紀人 | 10   | 1    | 7        | 2:32.2   | 跨國世遺           |
| 26/3/2024  | 日本     | 東京 | 草2500 | GII  | 目黑記念             | 59   | 坂井瑠星   | 13   | 5    | 7        | 2:32.6   | 跨國世遺           |
| 23/6/2024  | 日本     | 京都 | 草2200 | GI   | 寶塚紀念             | 58   | 坂井瑠星   | 13   | 6    | 12       | 2:15.5   | 響號               |
| 18/1/2025  | 日本     | 中山 | 障2880 |      | 障礙4歲以上未勝利    | 60   | 石神深一   | 11   | 1    | 1        | 3:15.9   | （Miracle Zinnia） |
| 29/3/2025  | 日本     | 阪神 | 障3140 | OP   | 三木馬匹公園跳欄錦標 | 60   | 石神深一   | 10   | 1    | 比賽中止 | 比賽中止 | Red Barossa        |
| 24/5/2025  | 日本     | 新潟 | 障3290 | OP   | 障礙4歲以上公開賽    | 60   | 石神深一   | 14   | 1    | 1        | 3:40.8   | （Zarzarrosa）     |

## 血統簡介
父系夏威夷王爲日本賽駒，生涯戰績極爲優秀，僅得一戰未能獲勝，曾勝出一級賽NHK一哩賽及東京優駿（日本打吡），爲日本史上首匹贏得變則二冠的賽駒。祖父金滿寶爲美國生產的法國賽駒，曾三勝一級賽，亦爲近代著名種馬之一。
母系馬莎蓮娜為日本賽駒，生涯戰績優秀，曾勝出2011年櫻花賞。外祖父大震撼爲日本賽駒，爲日本賽馬史上第二匹無敗三冠馬，生涯出戰十四場賽事僅得兩場未能勝出，退役後配種成績亦極爲優秀。

### 血統表
| 父線：金滿寶系（淘金者系）                 |                          |            |                  |
| 種馬 夏威夷王 2001年（棗色）               | 金滿寶 1990年（棗色）    | 淘金者     | Raise a Native   |
| 種馬 夏威夷王 2001年（棗色）               | 金滿寶 1990年（棗色）    | 淘金者     | Gold Digger      |
| 種馬 夏威夷王 2001年（棗色）               | 金滿寶 1990年（棗色）    | Miesque    | 雷利耶夫         |
| 種馬 夏威夷王 2001年（棗色）               | 金滿寶 1990年（棗色）    | Miesque    | Pasadoble        |
| 種馬 夏威夷王 2001年（棗色）               | Manfath 1991年（深棗色） | 最後大官   | Try My Best      |
| 種馬 夏威夷王 2001年（棗色）               | Manfath 1991年（深棗色） | 最後大官   | Mill Princess    |
| 種馬 夏威夷王 2001年（棗色）               | Manfath 1991年（深棗色） | Pilot Bird | Blakeney         |
| 種馬 夏威夷王 2001年（棗色）               | Manfath 1991年（深棗色） | Pilot Bird | The Dancer       |
| 繁殖雌馬 馬莎蓮娜 2008年（棗色）           | 大震撼 2002年（棗色）    | 週日寧靜   | Halo             |
| 繁殖雌馬 馬莎蓮娜 2008年（棗色）           | 大震撼 2002年（棗色）    | 週日寧靜   | Wishing Well     |
| 繁殖雌馬 馬莎蓮娜 2008年（棗色）           | 大震撼 2002年（棗色）    | 風中秀髮   | Alzao            |
| 繁殖雌馬 馬莎蓮娜 2008年（棗色）           | 大震撼 2002年（棗色）    | 風中秀髮   | Burghclere       |
| 繁殖雌馬 馬莎蓮娜 2008年（棗色）           | Marbye 2000年（棗色）    | 馬足       | 最後大官         |
| 繁殖雌馬 馬莎蓮娜 2008年（棗色）           | Marbye 2000年（棗色）    | 馬足       | Flame of Tara    |
| 繁殖雌馬 馬莎蓮娜 2008年（棗色）           | Marbye 2000年（棗色）    | Hambye     | Distant Relative |
| 繁殖雌馬 馬莎蓮娜 2008年（棗色）           | Marbye 2000年（棗色）    | Hambye     | Paglietta Gener  |
| 雌系：Bourtai系（號族：9-f）               |                          |            |                  |
| 五代內近親交配：最後大官3 ×4、北地舞人 5×5 |                          |            |                  |

## 命名由來
名字Heat on Beat（ヒートオンビート）的意思為：「融入節奏之中」，香港則取其意，翻譯為「沉醉節拍」。

## 外部連結
- 沉醉節拍 netkeiba.com （页面存档备份，存于）
- 血統表